# Chiesa di San Pietro Apostolo (Montegrotto Terme)
La chiesa di San Pietro Apostolo, nota anche con il titolo di duomo, è la parrocchiale di Montegrotto Terme, in provincia e diocesi di Padova; fa parte del vicariato di Abano Terme.

## Storia
Sul colle dove poi venne costruito il duomo sorgeva già in epoca romana un edificio.
Dalla relazione della visita pastorale del vescovo Nicolò Ormaneto s'apprende che allora la pieve di Montegrotto aveva come filiale soltanto la chiesa di Santa Maria di Terradura.
All'inizio del XVIII secolo l'antica pieve a tre navate versava in pessime condizioni ed era cadente, così nel 1721 per far posto alla nuova chiesa arcipretale barocca, intitolata ai santi Pietro ed Eliseo e composta da una sola navata; l'edificio, ultimato nel 1724 e benedetto nel 1777 dal vescovo Nicolò Antonio Giustiniani, andò a inglobare il campanile della precedente pieve.
In seguito all'apertura del centro termale e al successivo incremento della popolazione comunale, nella prima metà del Novecento la parrocchiale settecentesca si rivelò insufficiente a soddisfare le esigenze dei fedeli; nel 1933 il parroco suggerì che sarebbe stato opportuno erigerne una nuova e nel 1938 tale esigenza fu rilevata anche dal vescovo Carlo Agostini.
Tuttavia, i lavori poterono iniziare solo dopo la seconda guerra mondiale; la posa della prima pietra del nuovo duomo avvenne il 17 maggio 1949, mentre la costruzione fu portata a compimento nel 1954 e la chiesa venne aperta al culto il 20 novembre del medesimo anno, per poi esser consacrata il 20 giugno 1963 dal vescovo Girolamo Bartolomeo Bortignon.

## Descrizione

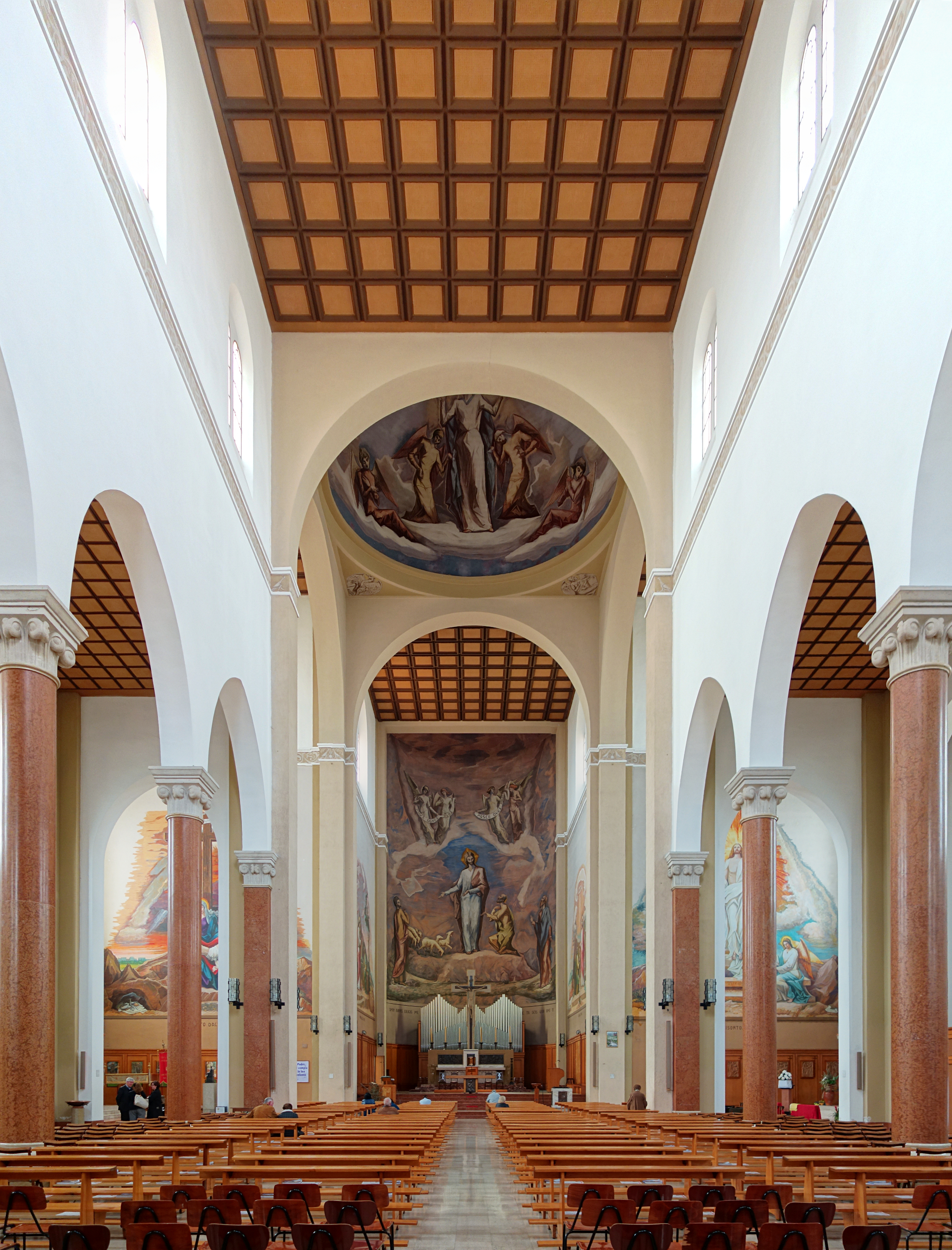
Interno

### Esterno
La facciata a salienti in mattoni faccia a vista del duomo è tripartita verticalmente da lesene in conci di pietra ed è suddivisa orizzontalmente in due registri. Quello inferiore, più largo e coronato da un attico, presenta al centro l'ampio portale d'accesso strombato, sopra il quale v'è una lunetta ad arco ogivale abbellita da un dipinto, mentre ai lati si trovano quattro grandi nicchie a sesto acuto, contenenti altrettante sottili monofore e, nei due spazi più centrali, gli ingressi secondari. Quello superiore, più arretrato rispetto a quello inferiore, è caratterizzato dalla presenza di una grande trifora ad arco a tutto sesto nel mezzo e di due bifore ai lati.

### Interno
L'interno dell'edificio si articola in tre navate, coperte da un soffitto a cassettoni e separate da colonne coronate da capitelli d'ordine ionico sorreggenti degli archi a sesto acuto; sulle laterali si affacciano le cappelle, mentre la centrale termina con il presbiterio, rialzato di alcuni gradini e a sua volta chiuso dall'abside.
Le opere di maggior pregio qui conservate sono gli affreschi novecenteschi raffiguranti la Madonna della Misericordia che accoglie sotto il suo manto protettivo i fedeli e il Primato di Pietro.